# Wilhelm Freddie
Christian Frederik Wilhelm Carlsen, noto anche come Wilhelm Freddie, (Copenaghen, 7 febbraio 1909 – Copenaghen, 1995) è stato un pittore, scultore e regista danese.

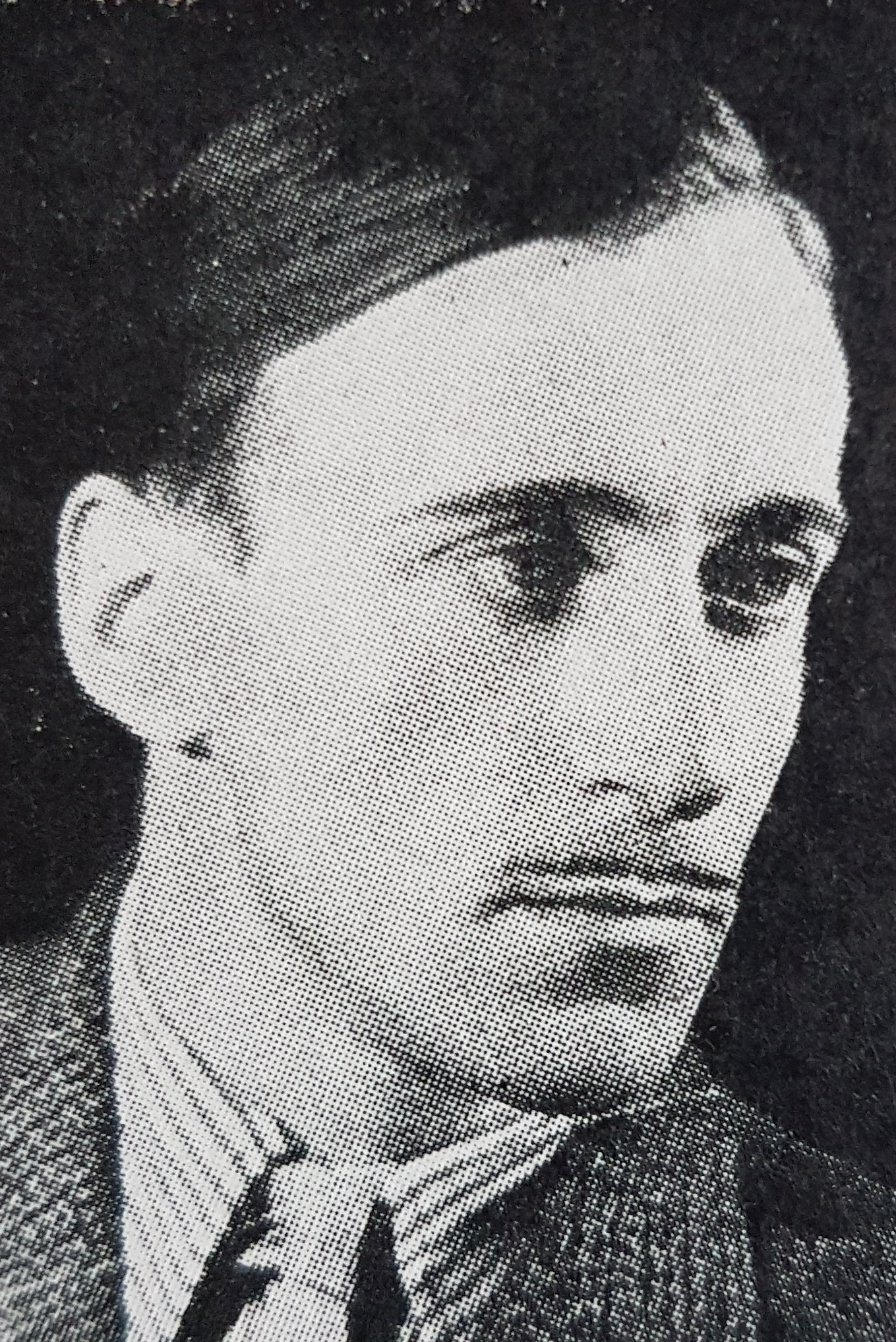
Wilhelm Freddie

I suoi lavori seguivano lo stile dell'astrattismo e del surrealismo. Alcune delle sue opere all'epoca della loro realizzazione furono oggetto di numerose  controverse e in quel tempo vennero considerate come pornografiche, con la confisca delle opere e conseguente suo imprigionamento; solo successivamente furono riconosciuti i suoi meriti artistici.
Alcune delle opere di Freddie si contrapponevano e criticarono il nazismo e il fascismo, come i dipinti del 1936 Meditation on the Anti-Nazi Love e Phénomène psychophotographique, e la sua mostra del 1938 chiamata Surreal-Sex.
Nel 1949 e nel 1950 diresse due cortometraggi intitolati Det definitive afslag på anmodningen om et kys e Spiste horisonter. Alcune sue opere sono esposte al Randers Kunstmuseum.